# Forbes (Australia)
Forbes è una città dell'Australia sud-orientale, nella zona centrale del Nuovo Galles del Sud. È capoluogo della local government area della Contea di Forbes.